# Me, Myself and I (cântec de Beyoncé)
„Me, Myself and I” este un cântec al interpretei americane Beyoncé. Acesta a fost compus de artistă în colaborare cu Scott Storch și Robert Waller și inclus pe albumul discografic de debut al solistei, Dangerously in Love. Înregistrarea a fost cel de-al treilea extras pe single al materialului în ultima parte a anului 2003 în America de Nord și în prima parte a anului 2004 în Europa și Oceania.
Compoziția a fost apreciată într-un mod favorabil de critica de specialitate, interpretarea solistei fiind apreciată de unele publicații. Pentru a crește popularitatea înregistrării, a fost filmat și un videoclip, regizat de Johan Renck, ce a primit și o nominalizare la premiile MTV Video Music Awards din 2004, la categoria „Cel mai bun videoclip R&B”. La cinci ani de la promovarea sa, o versiune live a sa, inclusă pe materialul The Beyoncé Experience Live!, a fost nominalizată la un premiu Grammy. Knowles afirmă despre cântec faptul că reprezintă „sărbătorirea unei despărțiri”.
Înregistrarea nu s-a bucurat de succesul obținut de predecesoarele sale — „Crazy in Love” și „Baby Boy” — care au câștigat locul întâi în Billboard Hot 100 și s-au comercializat într-un număr ridicat de exemplare la nivel internațional. „Me, Myself and I” a avansat până pe treapta cu numărul patru în același clasament și s-a poziționat pe locul șapte în Canada, în Europa, nereușind să intre în top 10 decât în Polonia. Cu toate acestea, compoziția a primit un disc de aur pentru vânzările înregistrate în S.U.A. și a obținut treapta cu numărul unu în Israel.

## Compunere
După lansarea albumului Survivor, realizat în colaborare cu colegele sale din formația Destiny's Child, Beyoncé a început să lucreze la albumul său de debut, Dangerously in Love. Aceasta a declarat faptul că materialul este unul mai personal decât precedentele discuri, întrucât a fost nevoită să scrie cântece doar pentru sine. Pentru acest nou proiect, Knowles a contactat o serie de producători, printre care și Scott Storch și Robert Waller, aceeași echipă cu care a pus bazele înregistrării „Naughty Girl”.
În cadrul unui interviu acordat postului de televiziune MTV, artista a declarat despre cântec următoarele: „practic, [...] piesa vorbește despre o fată a cărui partener nu este potrivit pentru ea și o înșală. Și de obicei femeile se simt prost și dau vina pe ele însele, deoarece de cele mai multe ori ai toate semnele, dar îl iubești pe băiat prea mult și nu vrei să îl vezi plecând. Și în acest cântec, este ca un fel de sărbătorire a despărțirii...”.

## Structura muzicală și versurile
„Me, Myself and I” este un cântec rhythm and blues scris în tonalitatea Re major, având la bază măsura de trei pătrimi. Suportul vocal este susținut integral de mezzo-soprana Beyoncé Knowles, întinderea sa vocală pe durata compoziției fiind de aproximativ o octavă și jumătate, interpretarea sa fiind una emoționantă și dublată prin supraînregistrare. În ritmul melodiei sunt incluse o serie de armonii vocale, apelându-se și la folosirea sintetizatorului. Instrumentalul include chitară și pian. Versurile urmează formatul strofă — refren, conținând și un ante-refren și o introducere. Tema abordată în câtec este aceea a infidelității și a momentului despărțirii.

## Lansare, recenzii și premii
Cântecul a fost trimis posturilor de radio din Statele Unite ale Americii pe data de 21 octombrie 2003, un disc single intitulat „Me, Myself and I/Krazy in Luv” fiind distribuit începând cu aceeași zi, acesta conținând editarea radio a piesei și un remix al șlagărului „Crazy in Love”. De asemenea, un compact disc ce conține versiunea de pe Dangerously in Love și două remixuri a fost comercializat în Canada, începând cu aceeași dată. Pentru a spori popularitatea înregistrării pe teritoriul S.U.A. a fost lansat și un disc de vinil. Versiuni alternative au fost distribuite în țări precum Australia sau Regatul Unit.
Compoziția a fost întâmpinată cu recenzii favorabile de critica de specialitate. Mark Anthony Neal de la PopMatters a felicitat interpretarea solistei, declarând faptul că „Beyoncé sună sigură pe ea”, în timp ce Ryan Schreiber de la Pitchfork Media a descris instrumentalul cântecului ca fiind un amestec „de neremarcat” de „claviaturi funk, bas alunecos și percuții R&B programate”. Cu toate acestea, el a fost de părere că înregistrarea este „cea mai notabilă amintire a anilor '80” de pe album, amintind totodată de șlagăre precum „Baby Come to Me” (Patti Austin și James Ingram — 1983), „Human Nature” și „Baby Be Mine” (Michael Jackson — 1982/1983). Din partea UK Mix, discul a primit două recenzii, prima pozitivă, iar cea de-a doua negativă. În timp ce primul critic apreciază versatilitatea interpretei, cel de-al doilea blamează întregul album de debut al solistei, considerând-o pe acesta supraapreciată, materialul fiind similar „cu cel al oricărei artiste americane de muzică urbană din ultimii cinci ani”. În cadrul galei premiilor American Society of Composers, Authors, and Publishers Pop Music Awards, din 2005, Beyoncé a fost recompensată cu trofeul la categoria „Textierul anului”, pe care l-a împărțit cu Storch și Waller. De asemenea, „Me, Myself and I” a fost recunoscut drept „Cel mai difuzat cântec” în același an, alături de șlagărele proprii ale solistei, „Baby Boy” și „Naughty Girl”. La cinci ani de la promovarea cântecului, o versiune live a sa inclusă pe materialul The Beyoncé Experience Live! a obținut o nominalizare la premiile Grammy din 2009, la categoria „Cea mai bună interpretare R&B feminină”, însă statueta a fost ofertă Aliciei Keys.

## Ordinea pieselor pe disc
| Nr.                              | Titlul                 | Durată |
| -------------------------------- | ---------------------- | ------ |
| Descărcare digitală              |                        |        |
| 01.                              | „Me, Myself and I” [A] | 5:01   |
| Disc single distribuit în S.U.A. |                        |        |
| 01.                              | „Me, Myself and I” [B] | 3:58   |
| 02.                              | „Krazy In Luv” [C]     | 3:40   |
| Disc single distribuit în Canada |                        |        |
| 01.                              | „Me, Myself and I” [A] | 5:01   |
| 02.                              | „Me, Myself and I” [D] | 4:33   |
| 03.                              | „Me, Myself and I” [E] | 4:44   |

| Nr.                                    | Titlul                    | Durată |
| -------------------------------------- | ------------------------- | ------ |
| Disc single distribuit în Australia    |                           |        |
| 01.                                    | „Me, Myself and I” [B]    | 3:58   |
| 02.                                    | „Me, Myself and I” [F]    | 3:44   |
| 03.                                    | „Me, Myself and I” [G]    | 4:25   |
| 04.                                    | „Me, Myself and I” [E]    | 4:42   |
| Disc single distribuit în Regatul Unit |                           |        |
| 01.                                    | „Me, Myself and I” [B]    | 3:58   |
| 02.                                    | „Dangerously in Love” [H] | 4:59   |

Specificații
| - A ^ Versiunea de pe albumul de proveniență, Dangerously in Love. - B ^ Editare radio. - C ^ Remix „Junior's Dance Radio Mix”. - D ^ Remix „Grizzly Mix”. | - E ^ Remix „Bama Boys Sexy Remix”. - F ^ Remix „Junior's Radio Mix”. - G ^ Remix „Eastern Delight Mix”. - H ^ Versiunea „Live from Headliners”. |

## Videoclip
Pentru filmarea videoclipului adiacent înregistrării „Me, Myself and I”, Knowles l-a abordat pe regizorul Johan Renck, anterior colaborând cu Jake Nava pentru scurtmetrajele „Baby Boy” și „Crazy in Love”. Materialul urmează povestea cântecului, care o prezintă pe Beyoncé interacționând cu un partener de relație infidel. Evenimentele din videoclip sunt prezentate de la final spre debut. Scurtmetrajul a fost filmat in iulie 2003. timp de trei zile în Los Angeles, California. Despre cântec și material, solista a declarat următoarele: „când filmez fiecare cadru îmi reamintesc cum m-am simțit în momentul în care am scris cântecul, când simțeam toate acele emoții, am încercat să mă întorc la asta”, continuând: „sunt fericită deoarece cred că [acesta] este cel mai matur videoclip și cântec pe care l-am avut ca single. [...] Vreau ca oamenii să simtă că vorbesc cu ei și vreau ca femeile să privească videoclipul și să înțeleagă mesajul, că trebuie să găsești puterea în tine însuți, [...] deoarece trebuie să ai încredere în tine, înainte să ai încredere în altcineva”.
Scurtmetrajul a debutat în clasamentul emisiunii Total Request Live difuzate de MTV, din data de 12 decembrie 2003, ocupând locul șapte. Materialul a rezistat în ierarhie timp de patruzeci și unu de zile, egalând parcursul predecesorului său, „Baby Boy”. „Me, Myself and I” a primit o nominalizare la MTV Video Music Awards 2004, la categoria „Cel mai bun videoclip R&B”, alături de scurtmetraje ale unor artiști precum Alicia Keys, Brandy, R. Kelly sau Usher, trofeul fiind însă adjudecat de Keys, pentru materialul său, „If I Ain't Got You”. În cadrul aceleiași ceremonii, Knowles a ridicat statueta la categoria „Cel mai bun videoclip feminin”, câștigat pentru „Naughty Girl”.

## Prezența în clasamente
„Me, Myself and I” a intrat în ierarhia americană Billboard Hot 100 pe locul șaptezeci și opt, în timp ce „Baby Boy” se afla încă pe treapta cu numărul întâi. Spre deosebire de predecesorii săi, cântecul nu a reușit să obțină poziția fruntașă în clasament, însă a devenit cel de-al treilea șlagăr de top 5 al solistei de pe Dangerously in Love, câștigând locul patru. Prezențe similare au fost înregistrare în listele adiacente, printre care Billboard Hot R&B/Hip-Hop Songs sau Billboard Hot Dance Club Play, unde discul single a urcat în top 3, iar în ierarhia celor mai difuzate piese din Statele Unite ale Americii a obținut aceeași clasare ca și în Billboard Hot 100. La aproximativ cinci ani de la lansarea sa, „Me, Myself and I” a primit un disc de aur pentru peste 500.000 de exemplare comercializate. În Canada, compoziția a obținut un succes similar, devenind cel de-al treilea șlagăr de top 10 al lui Knowles de pe album în această regiune, poziționându-se pe treapta cu numărul șapte.
La nivel internațional, cântecul nu a reușit să egaleze performanțele din țara natală a artistei, fiind consemnate — în principal — prezențe mediocre. Discul a debutat pe locul unsprezece în Regatul Unit, aceeași clasare fiind obținută și în Australia, în timp ce în Noua Zeelandă a câștigat treapta cu numărul optsprezece. În Europa Continentală, piesa a înregistrat clasări de top 20 doar în Olanda (atât în Dutch Top 40, cât și în Mega Top 100) și Polonia, în restul ierariilor având o activitate constantă în primele o sută de locuri ale listelor muzicale. Cu toate acestea, discul a urcat pe trepta cu număru unu în Israel și pe locul șapte în Taiwan. În mare parte grație succesului din S.U.A., „Me, Myself and I” a activat și în United World Chart, unde a obținut poziția a opta.

## Clasamente
| Țară (clasament)            | Poziția maximă | Referință |
| --------------------------- | -------------- | --------- |
| Australian (ARIA)           | 11             | [ 39 ]    |
| Austria (Ö3 Austria Top 40) | 51             | [ 39 ]    |
| Belgia — Flandra (Ultratop) | 49             | [ 39 ]    |
| Belgia — Valonia (Ultratop) | 47             | [ 39 ]    |
| Brazilia (Brasil Hot 100)   | 65             | [ 41 ]    |
| Canada (CANOE JAM!)         | 7              | [ 17 ]    |
| Elveția (Media Control)     | 41             | [ 39 ]    |
| Europa (APC Charts)         | 32             | [ 42 ]    |
| Germania (Media Control)    | 35             | [ 43 ]    |
| Irlanda (IRMA)              | 21             | [ 14 ]    |
| Israel (Charts.co.il)       | 1              | [ 20 ]    |
| Italia (FIMI)               | 25             | [ 41 ]    |
| Japonia (Tokio Hot 100)     | 33             | [ 41 ]    |
| Noua Zeelandă (RIANZ)       | 18             | [ 39 ]    |

| Țară (clasament)                       | Poziția maximă | Referință |
| -------------------------------------- | -------------- | --------- |
| Olanda (Dutch Top 40)                  | 14             | [ 14 ]    |
| Olanda (Dutch Mega Top 100)            | 14             | [ 39 ]    |
| Polonia (Hit FM)                       | 8              | [ 18 ]    |
| România (Romanian Top 100)             | 91             | [ 44 ]    |
| Regatul Unit (UK Singles Chart)        | 11             | [ 45 ]    |
| Regatul Unit (UK R&B Chart)            | 5              | [ 46 ]    |
| Suedia (Sverigetopplistan)             | 43             | [ 39 ]    |
| S.U.A. (Billboard Hot 100)             | 4              | [ 37 ]    |
| S.U.A. (Billboard Hot Airplay)         | 4              | [ 37 ]    |
| S.U.A. (Billboard Hot Dance Club Play) | 3              | [ 37 ]    |
| S.U.A. (Billboard Hot R&B Songs)       | 2              | [ 37 ]    |
| S.U.A. (Billboard Rhythmic Top 40)     | 8              | [ 17 ]    |
| Taiwan (Top 40 Charts)                 | 7              | [ 40 ]    |
| United World Chart (Media Traffic)     | 8              | [ 14 ]    |

## Versiuni existente
| - „Me, Myself and I” (versiunea de pe albumul Dangerously in Love) - „Me, Myself and I” (editare radio) - „Me, Myself and I” (remix „Grizzly Mix”) | - „Me, Myself and I” (remix „Bama Boys Sexy Remix”) - „Me, Myself and I” (remix „Junior's Radio Mix”) - „Me, Myself and I” (remix „Eastern Delight Mix”) |

## Personal
- Sursă:[5]
- Voce: Beyoncé Knowles
- Producător(i): Beyoncé Knowles și Scott Storch
- Textier(i): Beyoncé Knowles, Scott Storch și Robert Waller
- Inginer de sunet: Carlos Bedoya
- Compilat de: Tony Maserati

## Datele lansărilor
| Țara         | Data lansării      | Casă de discuri  | Format         | Referințe    |
| ------------ | ------------------ | ---------------- | -------------- | ------------ |
| S.U.A.       | 21 octombrie 2003  | Columbia Records | difuzare radio | [ 1 ]        |
| S.U.A.       | 21 octombrie 2003  | Columbia Records | disc single    | [ 2 ]        |
| Canada       | 21 octombrie 2003  | Columbia Records | disc single    | [ 7 ]        |
| S.U.A.       | 16 decembrie 2003  | Columbia Records | disc de vinil  | [ 3 ]        |
| Regatul Unit | 12 ianuarie 2004   | Columbia Records | disc single    | [ 8 ] [ 27 ] |
| Australia    | 16 ianuarie 2004   | Columbia Records | disc single    | [ 9 ]        |
| Europa       | 20 septembrie 2003 | Columbia Records | disc single    | [ 47 ]       |

## Certificări și vânzări
| \| Țara \| Vânzări/ puncte \| Certificare \| Referințe \| \| ------------------ \| --------------- \| ----------- \| --------- \| \| Statele Unite \| +500.000 \| \| [19] \| \| United World Chart \| +1.906.000 \| — \| [48] \| | Note - reprezintă „disc de aur”; |             |           |
| Țara | Vânzări/ puncte                  | Certificare | Referințe |
| Statele Unite | +500.000                         |             | [ 19 ]    |
| United World Chart | +1.906.000                       | —           | [ 48 ]    |